# Lijst van gemeenten in het departement Val-d'Oise
Hieronder volgt een lijst van de 185 gemeenten (communes) in het Franse departement Val-d'Oise (departement 95).

## A
Ableiges
- Aincourt
- Ambleville
- Amenucourt
- Andilly
- Argenteuil
- Arnouville-lès-Gonesse
- Arronville
- Arthies
- Asnières-sur-Oise
- Attainville
- Auvers-sur-Oise
- Avernes

## B
Baillet-en-France
- Banthelu
- Beauchamp
- Beaumont-sur-Oise
- Le Bellay-en-Vexin
- Bellefontaine
- Belloy-en-France
- Bernes-sur-Oise
- Berville
- Bessancourt
- Béthemont-la-Forêt
- Bezons
- Boisemont
- Boissy-l'Aillerie
- Bonneuil-en-France
- Bouffémont
- Bouqueval
- Bray-et-Lû
- Bréançon
- Brignancourt
- Bruyères-sur-Oise
- Buhy
- Butry-sur-Oise

## C
Cergy
- Champagne-sur-Oise
- La Chapelle-en-Vexin
- Charmont
- Chars
- Châtenay-en-France
- Chaumontel
- Chaussy
- Chauvry
- Chennevières-lès-Louvres
- Chérence
- Cléry-en-Vexin
- Commeny
- Condécourt
- Cormeilles-en-Parisis
- Cormeilles-en-Vexin
- Courcelles-sur-Viosne
- Courdimanche

## D
Deuil-la-Barre
- Domont

## E
Eaubonne
- Écouen
- Enghien-les-Bains
- Ennery
- Épiais-lès-Louvres
- Épiais-Rhus
- Épinay-Champlâtreux
- Éragny
- Ermont
- Ézanville

## F
Fontenay-en-Parisis
- Fosses
- Franconville
- Frémainville
- Frémécourt
- Frépillon
- La Frette-sur-Seine
- Frouville

## G
Gadancourt
- Garges-lès-Gonesse
- Genainville
- Génicourt
- Gonesse
- Goussainville
- Gouzangrez
- Grisy-les-Plâtres
- Groslay
- Guiry-en-Vexin

## H
Haravilliers
- Haute-Isle
- Le Heaulme
- Hédouville
- Herblay
- Hérouville-en-Vexin
- Hodent

## I
L'Isle-Adam

## J
Jagny-sous-Bois
- Jouy-le-Moutier

## L
Labbeville
- Lassy
- Livilliers
- Longuesse
- Louvres
- Luzarches

## M
Maffliers
- Magny-en-Vexin
- Mareil-en-France
- Margency
- Marines
- Marly-la-Ville
- Maudétour-en-Vexin
- Menouville
- Menucourt
- Mériel
- Méry-sur-Oise
- Le Mesnil-Aubry
- Moisselles
- Montgeroult
- Montigny-lès-Cormeilles
- Montlignon
- Montmagny
- Montmorency
- Montreuil-sur-Epte
- Montsoult
- Mours
- Moussy

## N
Nerville-la-Forêt
- Nesles-la-Vallée
- Neuilly-en-Vexin
- Neuville-sur-Oise
- Nointel
- Noisy-sur-Oise
- Nucourt

## O
Omerville
- Osny

## P
Parmain
- Le Perchay
- Persan
- Pierrelaye
- Piscop
- Le Plessis-Bouchard
- Le Plessis-Gassot
- Le Plessis-Luzarches
- Pontoise
- Presles
- Puiseux-en-France
- Puiseux-Pontoise

## R
La Roche-Guyon
- Roissy-en-France
- Ronquerolles

## S
Sagy
- Saint-Brice-sous-Forêt
- Saint-Clair-sur-Epte
- Saint-Cyr-en-Arthies
- Saint Gervais
- Saint-Gratien
- Saint-Leu-la-Forêt
- Saint-Martin-du-Tertre
- Saint-Ouen-l'Aumône
- Saint-Prix
- Saint-Witz
- Sannois
- Santeuil
- Sarcelles
- Seraincourt
- Seugy
- Soisy-sous-Montmorency
- Survilliers

## T
Taverny
- Théméricourt
- Theuville
- Le Thillay

## U
Us

## V
Vallangoujard
- Valmondois
- Vaudherland
- Vauréal
- Vémars
- Vétheuil
- Viarmes
- Vienne-en-Arthies
- Vigny
- Villaines-sous-Bois
- Villeron
- Villers-en-Arthies
- Villiers-Adam
- Villiers-le-Bel
- Villiers-le-Sec

## W
Wy-dit-Joli-Village